# 特里本多夫
特里本多夫是奥地利施蒂利亚州穆劳县的一个市镇。总面积8.52平方公里，总人口140人，人口密度16.4人/平方公里（2005年）。